# هیگاشی‌کاگاوا، کاگاوا
هیگاشی‌کاگاوا در استان کاگاوا در کشور ژاپن واقع شده است  که دارای جمعیت ۳۴٬۹۵۳ نفر و مساحت ۱۵۳٫۳۵ کیلومتر مربع با تراکم جمعیت ۲۲۸  نفر در کیلومترمربع است و در تاریخ ۱ آوریل ۲۰۰۳ به عنوان شهر شناخته شد.